# Vera Kolodzig
Vera Margarete de Figueiredo Kolodzig (22 de Abril de 1985), é uma atriz e apresentadora de televisão portuguesa.

## Biografia e carreira
Filha de Udo Albert Kolodzig (21 de Fevereiro de 1938 - Cascais, Cascais, 21 de Dezembro de 2008), de ascendência Polaca, e de sua mulher, Maria Paula da Cruz Martins de Figueiredo, e irmã de Daniel Udo de Figueiredo Kolodzig e Elisa de Figueiredo Kolodzig, Vera Kolodzig viveu em Cascais até aos seus 18 anos, quando partiu para Londres. Aí estudou teatro contemporâneo na Universidade de Essex. Participa em anúncios publicitários desde os seus 6 anos. Depois atuou numa série de produções teatrais e participou em várias telenovelas portuguesas.
A primeira aparição televisiva da atriz em televisão foi no programa da SIC Mini Chuva de Estrelas, em 1994 e, mais tarde, em 1999 no mesmo canal estreia-se como atriz ao fazer uma participação especial na série de sucesso Médico de Família, no papel de Paula.
Em 2000 protagonizou a novela da TVI, Jardins Proibidos, onde deu vida a Teresa Ávila. O protagonismo de Vera nesta produção deu-lhe uma grande notoriedade perante o público, sendo uma das atrizes portuguesas mais novas de sempre a protagonizar uma novela, com apenas 15 anos. Na TVI entrou em várias novelas, na maioria das vezes como protagonista, como Filha do Mar, Dei-te Quase Tudo, Fascínios, Espírito Indomável ou Doida por Ti.
Estreou-se no teatro em 2002, na peça Confissões de Adolescentes.
Em 2020,  apresenta ao lado de João Paulo Rodrigues o programa da RTP1 Missão: 100% Português, estreando-se assim na apresentação. Entre 2020 e 2024, apresentou quatro temporadas do programa. No mesmo ano, passados 21 anos regressa à SIC para protagonizar a série O Clube, da plataforma de streaming do canal OPTO.
Após estar cinco anos afastada das novelas, em 2024 regressa com a vilã Paula Soares, em Senhora do Mar, na SIC.
Namorou vários anos com Diogo Amaral, com quem teve um filho em comum, Mateus Kolodzig do Amaral, nascido a 25 de setembro de 2014.

## Carreira

### Cinema
- Romeu & Julieta, realização de Zara Pinto (vencedora do prémio ZON 2009)
- Pedro e Inês, realização de António Ferreira

### Teatro
- "Os Monólogos da Vagina" dirigido por Paulo Sousa Costa (2019-2020)

- "Filhos das Mães" dirigido por Martim Pedroso (2017)

- "A Dama do Maxim" dirigido por Fernando Gomes (2014)

- "Os Improváveis" (2012-2013)

- "Os 39 Degraus" dirigido por Cláudio Hochman (2011)
- “O dia das bruxas” cocriação com Inês Castel-Branco e Maya Booth, I wish! Halloween Party (2009)
- “Orbis” co-criação com Mariana Varvia e Benjamin Burbidge, Soho theatre, Reino Unido (2007)
- “Confissões de Adolescente” encenação de Filipe Tenreiro, Santiago Alquimista e Teatro da Barraca (2002)

### Dobragens
- “Carros” e “Carros 3” de Disney/Pixar - personagem Sally, Estúdios da matinha (2006-2017)
- "Happy Feet 2" de Warner Bros Pictures - personagem Carmen (2011)
- "O Filme Lego" de Warner Bros Pictures - personagem Lucy (2014)
- "Kubo e as Duas Cordas" de Universal Pictures - personagem Macaca/Mãe do Kubo (2016)

### Publicidade
- Sumol Rock in rio, Montaini Films (2006)
- IPJ - Instituto Português da Juventude, (2000)
- Phillip Morris "non-smoking campaign", Nova imagem (1999)

### Podcasts
- Em 2020, a Vera criou a Kológica, o seu projeto pessoal relacionado com o autoconhecimento e uma mudança de pensamento, que possa levar a viver de forma mais positiva. Em outubro de 2021, criou em parceria com Inês Ramada Curto uma plataforma de e-learning, onde partilha e promove a educação de um estilo de vida saudável, focado no conhecimento pessoal e vivências positivas.

### Televisão
| Ano         | Projeto                 | Papel                     | Notas                                          | Canal |
| ----------- | ----------------------- | ------------------------- | ---------------------------------------------- | ----- |
| 1994        | Mini Chuva de Estrelas  | Marilyn Monroe            | Participação Especial                          | SIC   |
| 1999        | Médico de Família       | Paula                     | Participação Especial                          | SIC   |
| 2000 - 2001 | Jardins Proibidos       | Teresa Santos Ávila       | Protagonista                                   | TVI   |
| 2001 - 2002 | Filha do Mar            | Diana Nogueira            | Elenco Principal                               | TVI   |
| 2005 - 2006 | Dei-te Quase Tudo       | Joana Capelo              | Protagonista                                   | TVI   |
| 2007        | Ilha dos Amores         | Beatriz Machado da Câmara | Participação Especial                          | TVI   |
| 2007 - 2008 | Fascínios               | Renata Miranda            | Co-Antagonista                                 | TVI   |
| 2009 - 2010 | Deixa Que Te Leve       | Filipa Calçada            | Antagonista                                    | TVI   |
| 2010 - 2011 | Espírito Indomável      | Maria José «Zé» Gomes     | Protagonista                                   | TVI   |
| 2010 - 2011 | Espírito Indomável      | Constança Monteiro Castro | Protagonista                                   | TVI   |
| 2012 - 2013 | Doida por Ti            | Bianca Pessoa             | Antagonista                                    | TVI   |
| 2014 - 2015 | Jardins Proibidos       | Teresa Santos Ávila       | Protagonista                                   | TVI   |
| 2016        | Dentro                  | Marta Correia             | Protagonista                                   | RTP1  |
| 2018        | Onde Está Elisa?        | Ana Almeida               | Elenco Principal                               | TVI   |
| 2018 - 2019 | Valor da Vida           | Ana Clara Bastos          | Coadjuvante                                    | TVI   |
| 2019 - 2020 | Prisioneira             | Samira Ibrahim            | Co-Antagonista                                 | TVI   |
| 2020 - 2025 | Missão: 100% Português  | Ela própria               | Apresentadora, ao lado de João Paulo Rodrigues | RTP1  |
| 2020 - 2025 | Missão: 100% Português  | Ela própria               | Temporadas 2 a 6                               | RTP1  |
| 2020        | O Clube (1.ª temporada) | Maria Santos              | Protagonista (OPTO)                            | SIC   |
| 2021        | O Clube (2.ª temporada) | Maria Santos              | Protagonista (OPTO)                            | SIC   |
| 2021        | O Clube (3.ª temporada) | Maria Santos              | Protagonista (OPTO)                            | SIC   |
| 2023        | O Clube (4.ª temporada) | Maria Santos              | Protagonista (OPTO)                            | SIC   |
| 2024        | O Clube (5.ª temporada) | Maria Santos              | Protagonista (OPTO)                            | SIC   |
| 2024 - 2025 | Senhora do Mar          | Paula Soares              | Co-Antagonista                                 | SIC   |
| 2024 - 2025 | Kológica                | Ela Própria               | Apresentadora                                  | SIC   |
| 2025        | O Clube (6.ª temporada) | Maria Santos              | Protagonista (OPTO)                            | SIC   |
| 2025        | O Clube (7.ª temporada) | Maria Santos              | Participação Especial (OPTO)                   | SIC   |
| 2025        | Vitória                 | Raquel                    | Elenco Principal                               | SIC   |

## Prémios
Em março de 2024, a Comunidade Cética Portuguesa revelou os nomeados para o Prémio Unicórnio Voador referentes ao anos de 2023. Neste prémios satíricos, Vera Kolodzig esteve nomeada numa das quatro categorias, Estrela Cadente. A nomeação foi justificada do seguinte modo: "Os florais de Bach foram a “porta de entrada” da atriz de Jardins Proibidos para drogas mais pesadas como a homeopatia, as constelações familiares e o perigosíssimo coaching esotérico. Após várias formações online e retiros espirituais, a atriz decidiu criar a sua própria plataforma de desenvolvimento pessoal e um podcast onde fala sobre assuntos extremamente interessantes como o yoga facial ou o dilema ético de ganhar dinheiro com os seus “serviços”." Depois de contados os votos dos leitores do site, o prémio acabou ser atribuído a Cristina Ferreira.